# Sepúlveda
Sepúlveda – gmina w Hiszpanii, w prowincji Segowia, w Kastylii i León, o powierzchni 132,1 km². W 2011 roku gmina liczyła 1232 mieszkańców.